# Вашингтон Тауншип (округ Берген, Нью-Джерсі)
Вашингтон Тауншип (англ. Washington Township) — селище (англ. township) в США, в окрузі Берген штату Нью-Джерсі. Населення — 9285 осіб (2020).

## Демографія
Згідно з переписом 2010 року, у селищі мешкали 9102 особи в 3261 домогосподарстві у складі 2633 родин. Було 3341 помешкання
Расовий склад населення:
| - 90,5 % — білих - 6,5 % — азіатів - 1,1 % — чорних або афроамериканців |

До двох чи більше рас належало 1,3 %. Частка іспаномовних становила 5,4 % від усіх жителів.
За віковим діапазоном населення розподілялося таким чином: 22,9 % — особи молодші 18 років, 57,2 % — особи у віці 18—64 років, 19,9 % — особи у віці 65 років та старші. Медіана віку мешканця становила 45,1 року. На 100 осіб жіночої статі у селищі припадало 91,7 чоловіків;  на 100 жінок у віці від 18 років та старших — 90,7 чоловіків також старших 18 років.
Середній дохід на одне домашнє господарство  становив 137 689 доларів США (медіана — 115 571), а середній дохід на одну сім'ю — 153 511 долар (медіана — 133 107). Медіана доходів становила 88 500 доларів для чоловіків та 57 202 долари для жінок. За межею бідності перебувало 1,9 % осіб, у тому числі 0,9 % дітей у віці до 18 років та 3,5 % осіб у віці 65 років та старших.
Цивільне працевлаштоване населення становило 4698 осіб. Основні галузі зайнятості: освіта, охорона здоров'я та соціальна допомога — 21,2 %, науковці, спеціалісти, менеджери — 14,5 %, роздрібна торгівля — 10,9 %, виробництво — 10,5 %.